# 氷川神社 (桶川市川田谷2082)
氷川神社（ひかわじんじゃ）は、埼玉県桶川市の神社。

## 歴史
創建年代は不明である。ただ1668年（寛文8年）に神祇管領長上吉田家より正一位に叙せられるなど、江戸時代前期の時点で既に神階が与えられるなど、かなりの信仰を集めており、江戸時代以前から存在していたものと推測される。
明治初年に指定された近代社格制度では「無格社」となった。しかし氏子たちの篤い信仰を背景に昇格申請がなされ、1929年（昭和4年）に村社となった。

## 文化財
- 三田原のささら獅子舞（桶川市指定無形文化財）[2]

## 交通アクセス
- 路線バス三ツ木停留所より徒歩8分。